# 小行星12517
小行星12517（12517 Grayzeck）是一颗绕太阳运转的小行星，为主小行星带小行星。该小行星于1998年4月30日发现。

## 轨道参数
小行星12517的轨道半长轴为2.3492438 UA，离心率为0.196。